# Cape Fear (pel·lícula de 1962)
Cape Fear és una pel·lícula de 1962 dirigida per J. Lee Thompson.

## Argument[calcitació]
Max. Cady surt de la presó després d'una pena de vuit anys per agressió sexual. És ben decidit a venjar-se del qui considera responsable de la seva condemna: l'advocat Sam Bowden.

## Repartiment
- Gregory Peck: Sam Bowden
- Robert Mitchum: Max Cady
- Polly Bergen: Peggy Bowden
- Lori Martin: Nancy Bowden
- Martin Balsam: l'inspector Mark Dutton
- Jack Kruschen: Dave Grafton
- Telly Savalas: Charles Sievers
- Barrie Chase: Diane Taylor
- Paul Comi: Garner
- Edward Platt: el jutge

## Al voltant de la pel·lícula[calcitació]
- La pel·lícula va tenir un remake el 1991: El cap de la por, dirigida per Martin Scorsese amb Robert De Niro, Nick Nolte i Jessica Lange, i on els actors originals dels tres primers papers masculins van fer aparicions en papers secundaris.

## Rebuda
J.Lee Thompson, en un toc d'inspiració, va deixar la seva proverbial mediocritat aconseguint una pel·lícula que, sense arribar a la genialitat, conté nombrosos elements d'interès, entre les quals cal destacar un acceptable guió de thriller amb perfecta progressió cap al terror, la feina de dos col·laboradors habituals de Hitchcock, el muntador George Tomasini i el músic Bernard Herrmann, així com la presència de Robert Mitchum, que aconsegueix un personatge semblant al de l'obra mestra de Charles Laughton, La nit del caçador.